# Сысоева, Любовь Семёновна
Любовь Семёновна Сысоева (род. 16 февраля 1940 года) — специалист в области эстетики и социальной философии. Доктор философских наук, профессор, заведующая кафедрой культурологии и истории цивилизаций Томского политехнического университета. Действительный член Гуманитарной академии и Академии творчества (1997).

## Биография
Любовь Семёновна Сысоева родилась 16 февраля 1940 года. В 1957 году окончила школу в городе Красноярске, в 1962 году — историко-филологический факультет Томского государственного университета (ТГУ). Училась в аспирантуре по специальности философия. В 1973 году окончила аспирантуру при Томском университете.
В 1962—1963 годах работала по распределению учительницей русского языка и литературы в селе Ярское Томской области, а с 1963 по 1996 год работала в Томском политехническом университете на кафедре философии, затем на кафедре философии и культурологии. В 1974 году защитила кандидатскую диссертацию на тему «Сущность и основные виды эстетической потребности». С 1974 года имеет ученую степень кандидата философских наук, в 1979 году получила звание доцента.
В 1990 году в Новосибирске защитила докторскую диссертацию на тему: «Социально-деятельностная концепция эстетического воспитания». С 1990 года имеет ученую степень доктора философских наук по специальностям философия и эстетика. В 1991 году стала профессором кафедры философии и культурологии. В настоящее время работает заведующая кафедрой культурологии и истории цивилизаций ТГПУ.

## Научная деятельность
Своими учителями, наставниками считает профессора Томского государственного университета Н. Ф. Бабушкина, профессора Томского политехнического института М. А. Бабушкину, заведующего кафедрой профессора В. А. Дмитриенко, заведующего кафедрой А. А. Фурмана, Л. А. Зеленова, В. И. Ротницкого.
Область научных интересов: девиантология и практика социальной работы; социокультурная антропология; проблемы воспитания и образования; социально-этические и эстетические основы экзистенции, смысла жизни, гендерные проблемы.
Любовь Семеновна Сысоева является автором около 250 научных работ, включая 12 монографий, более 20 учебников и др. Под руководством Л. С. Сысоевой в разное время было подготовлено и защищено десять кандидатских диссертаций (А. Ю. Михайличенко, М. В. Сайфуллиной, Н. В. Брюханцевой, О. В. Солодовниковой, О. И. Маюновой, А. Ш. Бодровой, Е. С. Турутиной, М. А. Слюсаренко, Е. Н. Чабанец, Т. А. Медведевой, Л. А. Дырковой) и 2 докторских — Л. И. Иванкиной и М. В. Сайфуллиной. Работает также на факультете клинической психологии, психотерапии и социальной работы Сибирского государственного медицинского университета.
В институтах читает лекции: «Философия», «Эстетика», «Культурология», «Девиантология». В разное время была литсотрудником радиостудии ТПИ, газеты «За кадры», членом международной ассоциации «Диалог культур» в Санкт-Петербурге.

### Труды
- Эстетическая потребность и эстетическая деятельность. [В соавторстве]. Томск, 1980;
- Эстетическая деятельность и эстетическое воспитание. Томск, 1989;
- Материально-художественная деятельность и эстетическое воспитание. [В соавт.]. Томск, 1993;
- Сознание // Философия. Курс лекций. М., 1997; Философия общества. Формационный и цивилизационный подходы. [В соавт.] // Там же. М., 1997;
- Философия марксизма. [В соавт.] // Там же. М., 1997;
- Философско-эстетическое и художественное образование как условие эстетического развития личности. [В соавт.] // В. Томского гос. пед. ун-та. Томск, 1998;
- Интеллигенция и модернизация // Интеллигенция в изменяющемся обществе: Социальный статус, облик, ценности, сценарии развития. Материалы VIII международной научной конференции 15-18 июня 2010 г. — Улан-Удэ: Изд-во Бурят. ун-та, 2010. — С.35-39;
- Сослагательное наклонение МСУ в вакууме гражданского общества // Тоталитаризм и тоталитарное сознание. — Томск: Изд-во «Кит», 2010. — Вып. 8. — С.195-201;
- Социальная поддержка инвалидов вследствие боевых действий и военной травмы в СССР и РФ // Тоталитаризм и тоталитарное сознание. — Томск: Изд-во «Кит», 2010. — Вып. 8 — С. 201—206.(Соавтор Е. А. Сунцова);
- Архитектура как социальное жизнестроение / Маюнова О. И. // Томск. Архитекторы. Архитектура. — Томск: Изд-во «Лель», 2010. — С.10-13.